# Podróż w nieznane
Podróż w nieznane (Destination Unknown lub So Many Steps to Death) – powieść Agathy Christie z 1955 roku.

## Opis fabuły
Po śmierci dziecka i rozstaniu z mężem, Hilary Craven nie ma już ochoty dłużej żyć. Kupuje w aptece silny lek, po czym wraca do wynajętego hotelowego pokoju i kładzie się na łóżku z zamiarem połykania tabletek, jedna po drugiej. W ostatniej chwili jednak do pokoju wbiega śledzący Hilary od dłuższego czasu mężczyzna i powstrzymuje ją. Wbrew pozorom, nie zależy mu na życiu kobiety, ale na przedstawieniu jej innej propozycji zakończenia życia.
Nieznajomy okazuje się być detektywem o nazwisku Jessop, który współpracuje z rządem brytyjskim. Opowiada Hilary o nurtującej aferze, z którą właśnie się zmaga. Od pewnego czasu, na terenie całego kraju dochodzi do tajemniczych zaginięć młodych i obiecujących naukowców. Podejrzewa się, że obce mocarstwo próbuje wykraść Anglii obiecujące umysły, by urosnąć przez to w siłę.
Jako ostatni zaginął młody naukowiec o nazwisku Betterton. Podejrzewa się, że jego żona, Olivia, wie o całej sprawie więcej, niż zdecydowała się powiedzieć śledczym. Kobieta ma świadomość tego, gdzie znajduje się jej mąż i próbuje udać się w jego ślady, lecz samolot, którym leci ulega katastrofie i pani Betterton umiera po przewiezieniu do szpitala. Jessop chce wykorzystać nadarzającą się okazję i podstawić w miejsce pani Betterton dublerkę. Do tej roli nadaje się łudząco podobna do zmarłej Olivii, Hilary.
Panna Craven nie zastanawiając się długo, przyjmuje propozycję wyjazdu do Casablanki. Wyprawa zapowiada się bardzo niebezpiecznie i Jessop wprost informuje ją, że ma bardzo małe szanse na przeżycie. Hilary nie jest jednak tym zrażona, ponieważ i tak miała zamiar popełnić samobójstwo.